# Desa Ngrombo (administrativ by i Indonesien, lat -7,41, long 110,87)
Desa Ngrombo är en administrativ by i Indonesien.   Den ligger i provinsen Jawa Tengah, i den västra delen av landet, 500 km öster om huvudstaden Jakarta.